# Sansa Stark
Sansa Stark (енгл. Sansa Stark) je izmišljeni lik kojeg je kreirao američki autor Džordž R. R. Martin za serijal Pesma leda i vatre. Ona je istaknuti lik i u televizijskoj seriji Igra prestola koja je zasnovana na Pesmi leda i vatre. Predstavljena u romanu Igri prestola (1996), Sansa je drugo dete Edarda Starka i njegove žene Kejtlin Stark. Ona se naknadno pojavila u sledeća tri romana: Sudar kraljeva (1998), Oluja mačeva (2000) i Gozba za vrane (2005). Iako odsutna u petom po redu romanu Ples sa zmajevima (2011), Sansa će se vratiti u narednoj knjizi iz serijala, Vetrovi zime.
U HBO adaptaciji serije Igra prestola, lik Sanse tumači engleska glumica Sofi Tarner. Lik je dobio pohvale za četvrtog najboljeg lika u seriji, od strane američkog časopisa "Roling Stoun". Sofi, kao i ostali glumci bili su nominovani za Nagradu Udruženja filmskih glumaca (SAG) za najbolju glumačku postavu u dramskoj seriji u 2012, 2014, 2015. i 2016. godini. Štaviše, Tarner je nominovana za nagradu Emi za program u udarnom terminu za najbolju ulogu sporedne glumice u dramskoj seriji u 2019. godine.

## Lik
Sansa Stark je drugo po redu dete Edarda Starka i Kejtlin Stark. Ona je rođena i odrasla u Zimovrelu, sve dok ga nije napustila sa svojim ocem i sestrom. Ona je odrasla sa svojom mlađom sestrom Arjom Stark, dva mlađa brata, Rikonom i Brenom Starkom, kao i sa starijim bratom Robom, i starijim polubratom Džonom Snežnim. Odgajana kao dama, Sansa je tradicionalno ženstvena. Interesuje se za muziku, poeziju i pevanje. Ona stremi da postane jedna od heroina iz romantičnih priča tragajući za princem, vitezom, ili gospodinom u koga bi se zaljubila. Kao životinju saputnika, imala je jezovuka po imenu Lejdi. Međutim, Lejdi je ubijena umesto Arjinog  jezovuka, Nimerije, nakon štoje Nimerija napala princa Džofrija Barateona, i kasnije pobegla.
Sansa je opisana kao visoka, vitka i ženstvena, predodređena da bude dama ili kraljica. Ona ima plave oči i gustu kosu boje kestena koju je nasledila od svoje majke, koja je došla iz kuće Tuli u Brzorečju gde je živela pre svog braka sa Edardom Starkom. Kasnije će ofarbati kosu u tamno braon, dok je bila u Dolu, prerušena u Alejnu Kamenu, kopile Petira Beliša. Sansa ima 11 godina u Igri prestola i skoro 14 u Gozbi za vrane. Ona je verovatno najnaivnija od Starkove dece, Sansa se često zadesi kao pijun u mahinacijama drugih likova. Međutim, kako priča napreduje, ona sazreva i postaje više igrač igre, a ne pijun drugim likovima. 

## Tok priče

### Igra prestola
Sansa Stark počinje roman tako što biva zaručena za prestolonaslednika Džofrija Barateona, verujući da će Džofri biti galantan princ. Dok se Džofri i Sansa šetaju šumom, Džofri primećuje Arju kako mačuje sa mesarovim sinom, Mikom. Izbija tuča i Džofri biva napadnut od strane Nimerije (Arjinog jezovuka) nakon što je Džofri pretio da će nauditi Arji. Sansa zatim laže kralja Roberta o tome kako se desila tuča kako bi zaštitila Džofrija i Arju. Kako je Arja oterala Nimeriju da bi je spasila, Sansin jezovuk je ubijen.
Tokom turnina u čast kraljeve desnice, Edarda Starka, Sansa je očarana vitezovima koji nastupaju. Na zahtev njegove majke, Sersei Lanister, Džofri provodi deo turnina sa Sansom, ali pred kraj on naređuje svom stražaru Sendoru Kleganiju, poznatijem kao Pseto, da je vrati nazad u njene odaje. Pseto objašnjava kako mu je njegov stariji brat, Грегор КлеганиGregor, poznatiji kao Planina, gurnuo glavu u kazan sa vrelim ugljem, zato što se igrao sa jednom od njegovih drvenih igračaka.
Nakon što Edard sazna istinu o Džofrijevom poreklu, obaveštava Sansu da će krenuti nazad za Zimovrel. Sansa je razočarana i želi da ostane u Kraljevoj Luci, zato ona odlazi kod kraljice Sersei i obaveštava je o planovima svoga oca, nesvesno joj davajući informacije potrebne da uhapsi njenog oca. Nakon što je kralj Robert umro, Sansa moli Džofrija da pokaže milost prema njenom ocu i on pristaje, ali ga na kraju ipak pogubi, ispred Sanse. Sansa je sada talac u Kraljevoj Luci i konačno vidi Džofrijevo pravo lice, nakon što ju je on primorao da gleda u odrezanu glavu njenog sada preminulog oca.

### Sudar kraljeva
Sansa je talac u Kraljevoj Luci i ona je naučila da bude odana kralju Džofriju kako bi izbegla fizičko zlostavljanje. Na proslavi povodom Džofrijevog imendana, ona spašava život ser Dontosu Holardu kada se pojavljuje kasno moleći Džofrija da ga poštedi, a zauzvrat osvojivši Dontosovo poverenje. Sansa je rutinski bila tučena od strane Džofrijevih stražara. Nakon što je njen brat Rob odneo pobedu u bici protiv Džofrijeve porodice sa majčinske strane, ona je javno pretučena i njena odeća je bila pocepana. Tirion Lanister se umešao braneći je, i tada joj je Pseto dao svoj plašt kako bi se ogrnula. Kasnije, Pseto će spasiti Sansu od nemira koji su zadesili Kraljevu Luku.
Tokom bitke u zalivu Crnobujice, sve visokorođene dame u Kraljevoj Luci traže utočište unutar dvostruko osigurane odaje u Crvenoj tvrđavi. Tamo se kraljica Sersei ruga Sansi a zatim beži, dok Sansa ostaje da pruži utehu damama pre nego što će se povući u svoje odaje. Tamo pronalazi pijanog Pseta koji joj nudi da je skloni od opasnosti i od samih Lanistera. Ona odbija, ali on insistira da mu peva, zatim otkida svoj plašt i po drugi put ga daje Sansi pre nego što će pobeći iz grada. Kada se Sansa probudila, bitka je bila gotova. Kuća Lanister je pobedila, ali njena veridba sa Džofrijem se ubrzo okončava, da bi on mogao da oženi Margeri Tirel, čija porodica je upravo pomogla Lanisterima da pobede ovu bitku. Međutim, Džofri obaveštava Sansu da će je, iako oženjen, i dalje iskorišćavati i da ga može očekivati kao noćnog posetilaca.

### Oluja mačeva
U trećoj knjizi, Sansa je pozvana da večera sa Margeri i njenom bakom, Olenom Redvin. Dve žene žele da saznaju pravo lice Džofrija Barateona sada kada su on i Margeri vereni. Zauzvrat, Olena predlaže da Sansa treba da se uda za njenog unuka Vilasa Tirela. Sansa otkriva ovaj plan Dontosu koji je upozorava na Tirele, ali Sansa razvija blisko prijateljstvo sa Margeri i uzbuđena je što će postati deo njene porodice. Međutim, kada je Tivin Lanister saznao za ove planove, on planira da ubije Sansinog brata Roba, znajući da će onda Sansa naslediti Zimovrel i Sever. On onda naređuje svom sinu Tirionu da oženi Sansu. Tirion je u početku bio protiv ovog braka, ali mu se kasnije svidela ideja da postane gospodar Zimovrela, tako da je pristao da je oženi.
Sansa je šokirana kada jednog jutra saznaje da treba da proba venčanicu u kojoj će se tog dana udati za Tiriona, kepeca. Sansa na venčanju ignoriše Tiriona i odbija da klekne kako bi on mogao da je ogrne plaštom, što je običaj na venčanjima u Vesterosu. Džofri zatim naređuje Dontosu da pomogne Tirionu kako bi mogao da ogrne svoju mladu. Sansa pleše sa mnogim gospodarima koji joj pružaju reči utehe, ali Džofri nastavlja da joj preti silovanjem. Nakon ceremonije venčanja, Tirion odbija da konzumira brak zbog Sansinog nedostatka želje za njim. Ubrzo mnogi u Kraljevoj Luci su saznali da ovaj brak nije nikad konzumiran.
Ne zadugo nakon Sansinog venčanja, Džofri i Margeri su se venčali i pripremili gozbu. Na Džofrijevom venčanju, Džofri je otrovan i Sersei naređuje da se uhapse Tirion i Sansa. Dok se Džofri gušio, Sansa je uspela da pobegne. Kada je stigla u svoju sobu ona je sakupila svoje stvari i primetila da je nestao jedan ametist sa njene ogrlice, koja je bila poklon od Dontosa. Sansa je odmah shvatila da je princ bio otrovan i počinje da sumnja u Dontosov plan za spašavanje. Shvativši da će biti upletena u Džofrijevo ubistvo, ona ipak odlučuje da sa Dontosom pobene iz Kraljeve Luke. Dontosa je kasnije ubio Petir Beliš, koji otkriva da je on glavni pokretač svih spletki koje se dešavaju u prestonici. Takođe otkriva da je on bio taj koji je poslao Dontosa Sansi i da je Olena uzela ametist sa Sansine ogrlice.
Beliš je Sansu odveo na sigurno mesto, u Erinov Dol, gde je prestavlja kao njegovu vanbračnu ćerku Alejnu Kamenu. Ona je odvedena kod njene tetke Lize Erin, koja je sada udata za Beliša. Liza izjavljuje da Sansa sada mora da se uda za njenog sina Roberta, naslednika Dola. Liza postaje ljubomorna kada je ugledala kako Beliš ljubi njenu nećaku. Kasnije ona pokušava da ubije Sansu, koju je još jednom spasio Beliš, koji zatim ubija Lizu.

### Gozba za vrane
Nakon Lizine smrti, Sansa se i dalje predstavlja kao Belišova ćerka Alejna. Beliš konačno umiruje gospodare Dola, koji su sumnjali u njegovu umešanost u Lizinu smrt. Zatim Beliš otkriva Sansi svoje planove da je uda za naslednika Dola, Harolda Hardinga, i njegove dugoročne planove da otkrije njen identitet i povrati Sever. Sansa se prema Robertu Erinu ponaša kao majka, brinući o njemu nakon Lizine smrti. Više nije toliko naivna kao ranije, a i izgubila je poverenje u Beliša.

### Porodično stablo kuće Stark
|           |           |           |           |           |           |  |  |                  |                  |                  |                  |                  |                  |  |  |              |              | Rikard       | Rikard       | Rikard       | Rikard       | Rikard | Rikard |                 |                 |                 |                 |                 |                 |  |  |      |      |      |      |      |      | Lijara | Lijara | Lijara  | Lijara  | Lijara  | Lijara  |         |         |  |  |       |       |              |              |              |              |              |              |             |             |               |               |               |               |               |               |
|           |           |           |           |           |           |  |  |                  |                  |                  |                  |                  |                  |  |  |              |              | Rikard       | Rikard       | Rikard       | Rikard       | Rikard | Rikard |                 |                 |                 |                 |                 |                 |  |  |      |      |      |      |      |      | Lijara | Lijara | Lijara  | Lijara  | Lijara  | Lijara  |         |         |  |  |       |       |              |              |              |              |              |              |             |             |               |               |               |               |               |               |
|           |           |           |           |           |           |  |  |                  |                  |                  |                  |                  |                  |  |  |              |              |              |              |              |              |        |        |                 |                 |                 |                 |                 |                 |  |  |      |      |      |      |      |      |        |        |         |         |         |         |         |         |  |  |       |       |              |              |              |              |              |              |             |             |               |               |               |               |               |               |
|           |           |           |           |           |           |  |  |                  |                  |                  |                  |                  |                  |  |  |              |              |              |              |              |              |        |        |                 |                 |                 |                 |                 |                 |  |  |      |      |      |      |      |      |        |        |         |         |         |         |         |         |  |  |       |       |              |              |              |              |              |              |             |             |               |               |               |               |               |               |
|           |           |           |           |           |           |  |  | Brendon          | Brendon          | Brendon          | Brendon          | Brendon          | Brendon          |  |  | Kejtlin Tuli | Kejtlin Tuli | Kejtlin Tuli | Kejtlin Tuli | Kejtlin Tuli | Kejtlin Tuli |        |        | Ned Stark       | Ned Stark       | Ned Stark       | Ned Stark       | Ned Stark       | Ned Stark       |  |  |      |      |      |      |      |      |        |        |         |         |         |         |         |         |  |  |       |       | Lijena Stark | Lijena Stark | Lijena Stark | Lijena Stark | Lijena Stark | Lijena Stark |             |             | Bendžen Stark | Bendžen Stark | Bendžen Stark | Bendžen Stark | Bendžen Stark | Bendžen Stark |
|           |           |           |           |           |           |  |  | Brendon          | Brendon          | Brendon          | Brendon          | Brendon          | Brendon          |  |  | Kejtlin Tuli | Kejtlin Tuli | Kejtlin Tuli | Kejtlin Tuli | Kejtlin Tuli | Kejtlin Tuli |        |        | Ned Stark       | Ned Stark       | Ned Stark       | Ned Stark       | Ned Stark       | Ned Stark       |  |  |      |      |      |      |      |      |        |        |         |         |         |         |         |         |  |  |       |       | Lijena Stark | Lijena Stark | Lijena Stark | Lijena Stark | Lijena Stark | Lijena Stark |             |             | Bendžen Stark | Bendžen Stark | Bendžen Stark | Bendžen Stark | Bendžen Stark | Bendžen Stark |
|           |           |           |           |           |           |  |  |                  |                  |                  |                  |                  |                  |  |  |              |              |              |              |              |              |        |        |                 |                 |                 |                 |                 |                 |  |  |      |      |      |      |      |      |        |        |         |         |         |         |         |         |  |  |       |       |              |              |              |              |              |              |             |             |               |               |               |               |               |               |
|           |           |           |           |           |           |  |  |                  |                  |                  |                  |                  |                  |  |  |              |              |              |              |              |              |        |        |                 |                 |                 |                 |                 |                 |  |  |      |      |      |      |      |      |        |        |         |         |         |         |         |         |  |  |       |       |              |              |              |              |              |              |             |             |               |               |               |               |               |               |
|           |           |           |           |           |           |  |  |                  |                  |                  |                  |                  |                  |  |  |              |              |              |              |              |              |        |        |                 |                 |                 |                 |                 |                 |  |  |      |      |      |      |      |      |        |        |         |         |         |         |         |         |  |  |       |       |              |              |              |              |              |              |             |             |               |               |               |               |               |               |
|           |           |           |           |           |           |  |  |                  |                  |                  |                  |                  |                  |  |  |              |              |              |              |              |              |        |        |                 |                 |                 |                 |                 |                 |  |  |      |      |      |      |      |      |        |        |         |         |         |         |         |         |  |  |       |       |              |              |              |              |              |              |             |             |               |               |               |               |               |               |
| Rob Stark | Rob Stark | Rob Stark | Rob Stark | Rob Stark | Rob Stark |  |  | Džejn Vesterling | Džejn Vesterling | Džejn Vesterling | Džejn Vesterling | Džejn Vesterling | Džejn Vesterling |  |  | Sansa Stark  | Sansa Stark  | Sansa Stark  | Sansa Stark  | Sansa Stark  | Sansa Stark  |        |        | Tirion Lanister | Tirion Lanister | Tirion Lanister | Tirion Lanister | Tirion Lanister | Tirion Lanister |  |  | Arja | Arja | Arja | Arja | Arja | Arja |        |        | Brendon | Brendon | Brendon | Brendon | Brendon | Brendon |  |  | Rikon | Rikon | Rikon        | Rikon        | Rikon        | Rikon        |              |              | Džon Snežni | Džon Snežni | Džon Snežni   | Džon Snežni   | Džon Snežni   | Džon Snežni   |               |               |
| Rob Stark | Rob Stark | Rob Stark | Rob Stark | Rob Stark | Rob Stark |  |  | Džejn Vesterling | Džejn Vesterling | Džejn Vesterling | Džejn Vesterling | Džejn Vesterling | Džejn Vesterling |  |  | Sansa Stark  | Sansa Stark  | Sansa Stark  | Sansa Stark  | Sansa Stark  | Sansa Stark  |        |        | Tirion Lanister | Tirion Lanister | Tirion Lanister | Tirion Lanister | Tirion Lanister | Tirion Lanister |  |  | Arja | Arja | Arja | Arja | Arja | Arja |        |        | Brendon | Brendon | Brendon | Brendon | Brendon | Brendon |  |  | Rikon | Rikon | Rikon        | Rikon        | Rikon        | Rikon        |              |              | Džon Snežni | Džon Snežni | Džon Snežni   | Džon Snežni   | Džon Snežni   | Džon Snežni   |               |               |

## TV adaptacija

### Tok priče

#### Sezona 1
Sansa se prvi put pojavljuje sa Arjom u Zimovrelu, tokom lekcija vezenja koju je držala obrednica Mordejna, njihova učiteljica. Zatim sledi dolazak Roberta Barateona i njegove pratnje u Zimovrel, i on insistira od Neda da se Džofri i Sansa venčaju kako bi ujedinili njihove kuće. Sansa, koja očajnički želi da napusti Zimovrel, moli Kejtlin da natera Neda da prihvati ovu veridbu.
Džofrija je napao Arjin jezovuk Nimerija dok je maltretirao Miku, mesarovog sina, i Arju. Sansa, koja je bila očevidac, tvrdi da nije vidla šta se dogodilo. Kao naknadu za Džofrijevu povredu, Sersei ubeđuje Roberta da ubije Sansinog jezovuka, Lejdi, umesto Nimerije koja je nestala nakog ovog incidenta.
Nakon što su stigli u Kraljevu Luku, Sansa je prisustvovala turniru u čast kraljeve desnice, gde joj Petir Beliš priča priču koja se krije iza jezivog lica Sendora Kleganija, Pseta. Kako vreme odmiče, Sansa počinje da pravi frizure kao prava južnjakinja, i počinje da izražava Mordejni svoj strah da Džofriju neće uspeti da podari muškog naslednika.
Nakon što je Ned podneo ostavku na mestu kraljeve desnice, Sansa je bila očajna kada je čula da će morati da se vrati u Zimovrel. Ona upoređuje Džofrija sa lavom i kaže kako on nije ni nalik Robertu Barateonu. Ova izjava podstiče Neda da istraži porodičnu liniju Barateona, da bi kasnije shvatio da su Serseina deca zapravo kopilad čiji je otac Sersein brat blizanac Džejmi Lanister, a ne Robert Barateon.
Posle Robertove smrti i Nedovog hapšenja zbog izdaje, sve Starkove sluge koje su bile u Kraljevoj Luci su pogubljene. Sersei primorava Sansu da piše Robu i Kejtlin, moleći ih da se zareknu na vernost Džofriju. Na sudu, Sansa moli za život svoga oca, a svi pristaju pod uslovom da Ned prizna svoju izdaju i zarekne se na vernost. Ali kasnije Džofri ipak naređuje Nedovo pogubljenje, Sansa je užasnuta i onesvešćuje se nakon obezglavljenja njenog oca. Džofri je zatim primorao Sansu da gleda u Nedovu i Mordejninu glavu koje su sada nabodene na kolac. Sansa preklinje Džofrija da joj dozvoli da se vrati kući, ali on joj stavlja do znanja do oni i dalje treba da se venčaju i da mora da ostane i da ga sluša. Džofri joj takođe obećava da će joj pokloniti i Robovu glavu, na šta mu ona odgovara da će ipak Rob njoj doneti njegovu glavu. Sansa pokušava da gurne Džofrija sa mosta kako bi ga ubila, ali je Pseto zaustavlja i nudi joj utešan savet.

#### Sezona 2
Kako Rat pet kraljeva napreduje, Sansa postaje sve smelija. Na proslavi Džofrijevog imendana, Sansa spašava pijanog ser Dontosa Holarda od pogubljenja, ubeđujući Džofrija da ga zaposli kao svoju ludu. Na proslavi Tirion upućuje Sansi saučešće, na šta Sansa odgovara da su svi iz njene porodice izdajice I da je ona odana Džofriju. Kasnije, kada njen stariji brat Rob dobije bitku protiv Lanistera, Sansa je javno pretučena I ponižena ispred dvora, od strane Džofrija i Merina Trenta (koji je slušao Džofrijeve naredbe) kao kaznu za zločine njenog brata.
Tirion Lanister dolazi i spašava Sansu. Uprkos tome što je kepec, Tirion se sažaljeva na Sansu i predlaže da otkaže njenu veridbu. Sansa i dalje ostaje pri tome da je odana Džofriju, što je impresioniralo Tiriona. 
Tirion dovodi svoju ljubavnicu Šai na dvor i zapošljava je kao Sansinu sluškinju. Ona i Sansa su se sprijateljile i Sansa joj se poverava, iskazujući svoju mržnju prema Lanisterima, bez straha da će je Šai izdati. Sansa je prisutna kada se kraljevska porodica oprašta od Džofrijeve sestre, Mirsele, koja je poslata u Dornu kako bi se oformio savez između Lanistera i Martela. Dok se vraćala u Crvenu tvrđavu, izbijaju neredi na ulicama Kraljeve Luke, i Sansa biva prepadnuta. Trojica muškaraca jure Sansu i pokušavaju da je siluju, ali je Pseto spašava i vraća je u zamak. Sledećeg jutra, Sansa ima noćnu moru o tom incidentu i budi se u krvavom krevetu. Dobila je svoju prvu menstruaciju, a to znači da sada Džofriju može da podari decu. Sansa i Šai pokušavaju da sakriju ovo, a Šai preti sluškinji, koja je bila svedok, da će ubiti ako bilo kome kaže šta je videla. Međutim, Pseto je ipak video krv i obavestio Sersei i Džofrija. Sersei poziva Sansu da dođe u njene odaje kako bi sa njom podelila svoju mudrost i iskustvo koje ima kao žena i majka. Sersei se priseća kako njen muž Robert nije bio zainteresovan za njen porođaj. Ona objašnjava Sansi da iako nikada neće voleti Džofrija, voleće njegovu decu. Takođe joj objašnjava da će biti slabija što više ljudi bude volela. 
Pre bitke kod zaliva Crnobujice, Džofri je primorao Sansu da poljubi oštricu njegovog mača, hvaleći se kako će ubiti Stanisa Barateona. Sansa ismeva Džofrija, a on joj obećava da će sa mača polizati Stanisovu krv, a kasnije i krv njenog brata Roba. Tokom bitke, Sansa traži zaklon sa Sersei, Šai i ostalim ženama i decom u Kraljevoj Luci. Pijana Sersei pirča Sasnsi i ostalim ženama kako će, ako grad padne, sve one biti silovane dok će grad biti opljačkan i opustošen. Takođe priča Sansi da suze nisu jedino oružje koje žene imaju, najjače oružje koje one poseduju je ono između njihovih nogu. Nakon Serseinog odlaska iz skloništa sa Tomenom, Sansa odlazi da se sakrije u svojoj sobi, gde pronalazi Pseta. Pseto, koji se spremio da napusti Kraljevu Luku, nudi Sansi da je odvede kući. Sansa odbija, insistirajući na tome da je Stanis neće povrediti. Nakon što su bitku osvojile ujedinjene snage Lanistera i Tirela, Loras Tirel traži od Džofrija da uzme njegovu sestru Margeri kao svoju mladu. Džofri prihvata i poništava svoju veridbu sa Sansom, Sansa, koja se pretvara da je očajna, potajno je ushićena što ipak ne mora da se uda za Džofrija. Međutim, Petir Beliš je upozorava da iako nisu vereni, Džofri će želeti da zlostavlja Sansu, naročito sada kada je postala žena. Beliš uverava Sansu da će joj pomoći da se vrati kući, na šta Sansa odgovara da je Kraljeva Luka sada njen dom. On joj objašnjava da su svi u Kraljevoj Luci lažovi ali da su oni mnogo lukaviji od nje.

#### Sezona 3
Kako je Sansina veridba sa Džofrijem poništena, ona više ne mora da brine kako će provesti ostatak života sa njim, ali sada ima i manju zaštitu. Petir Beliš, stari prijatelj njene majke, sa reputacijom lukavog čoveka, kaže Sansi da je može prokrijumčariti iz grada, ali ona nije voljna. Ona nalazi prijatelja u Lorasu Tirelu, koji je dobar prema njoj i ona se nada da će je zaprositi. Njegova sestra, odnosno Džofrijeva nova verenica, Margeri, takođe je dobra prema njoj i vodi je na večeru sa svojom bakom Olenom Tirel, koja želi da zna šta Sansa misli o Džofriju. Sansa otkriva Džofrijevu pravu, okrutnu stranu, ali Margeri i Olena olako prelaze preko toga govoreći da se ništa ne može uraditi kako bi se promenio karakter muškarca, a pogotovo ne kralja. Sansina naklonost prema Lorasu raste, ona ne zna da je on homoseksualac, iako mu se ona sviđa i uživa provodeći vreme sa njom, on je nikada ne može voleti. Margeri predlaže da se Loras oženi Sansom, što bi značilo da Sansa može da napusti Kraljevu Luku, što je raduje. Međutim, ovaj plan je prijavljen Lanisterima, koji se plaše da će Tireli predstavljati veliku pretnju sa članom porodice Stark kao njihovim saveznikom i oni ubrzo okončavaju ideju o veridbu tako što sklapaju veridbu između Lorasa i Sersei, kao i Tiriona i Sanse, protiv koje su i Tirion i Šai. Međutim, na dan venčanja, Tirion obećava Sansi da joj neće nauditi i da ne moraju da konzumiraju brak ukoliko ona to ne bude želela. Sansa i Tirion formiraju prijateljsku  vezu. Međutim, njihov srdačan odnos trpi potresan udarac kada Sansa dobija vesti od smrti njene majke Kejtlin i brata Roba na Crvenoj svadbi, događaju koji je organizovao Tivin Lanister, Tirionov otac.

#### Sezona 4
Sansi, i dalje potrešenoj zbog smrti Roba i Kejtlin, prilazi Dontos Holard, bivši vitez kome je Sansa pomogla ubedivši Džofrija da ga zaposli kao ludu umesto da ga ubije. Dontos joj daje ogrlicu, tvrdeći da je to ogrlica njegove majke. Međutim, na kraju se ispostavlja da je ogrlica lažna, jedan od dragulja sadrži otrov koji će Olena iskoristiti da ubije Džofrija na njegovom venčanju sa Margeri Tirel. U svom haosu koji je nastao kada je Džofri otrovan, Dontos odvodi Sansu do Beliševog broda u zalivu Crnobujice. Beliš odvodi Sansu iz Kraljeve Luke nakon što je otkrio šta se zapravo krije u ogrlici i nakon toga ubija Dontosa strelom.
Beliš odvodi Sansu, predstavljajući je kao svoju nećaku Alajnu Kamenu, kod njene tetke Lize Erin. Liza ih prvobitno dočekuje širom raširenih ruku, otkrivajući da ona tačno zna ko je njena nećaka, i da su oni dobrodošli. Ali ubrzo Liza počinje da sumnja u odnos između Sanse i Beliša, optužujući Beliša da je uopšte ne voli i da zlostavlja Sansu. Kasnije u tvrđavi, Sansa je ošamarila Lizinog sina Robina i tada se Beliš pojavio. Beliš tada izjavljuje njegovu ogromnu ljubav prema njenoj sada preminuloj majci Kejtlin, a zatim poljubi Sansu koja je ostala u čudu, dok je Liza sve to videla sa strane. Sansa je odmah pozvana u Lizinu prestonu dvoranu, gde ona veruje da je došla zato što je ošamarila Robina. Liza otkriva da je videla poljubac, i dok Sansa pokušava da se odbrani, Liza drži njenu glavu iznad mesečevih vrata, rupe koja se nalazi na par stotina metara iznad planina. Beliš dolazi pre nego što Liza uspe da gurne Sansu, i on gura Lizu kroz mesečeva vrata dok izjavljuje ljubav prema njenoj sestri. Kasnije je Beliš tvrdio gospodarima Dola kako je Liza izvršila samoubistvo. Sansa je pozvana da svedoči, i iako otriva svoj pravi identitet, ona podržava Belišovu priču. Zatim se pridržuje Belišu i svom rođaku Robinu u obilasku Dola.

#### Sezona 5
Beliš ugovara brak između Sanse i |Remzija Boltona, koji je sada naslednik Severa, kako je Rob Stark ubijen. Iako Sansa ne želi da se uda sa Remzija, jer je njegov otac Ruz lično ubio njenog brata Roba, Beliš je i dalja nagovara govoreći joj da će joj taj brak pružiti mogućnost da osveti njenu porodicu. Na putu za Zimovrel, oni sreću Brijenu od Oporja, koja se zaklela Kejtlin Stark da će naći njene ćerke i pružiti im sigurnost, i ona ubeđuje Sansu da pođe sa njom, ali su je Belišovi ljudi oterali, te ona ipak prati Sansu do Zimovrela. Iako na prvi pogled šarmantan, Remzijeva sadistička strana ubrzo isplivava kada Sansa otkriva da je on zarobio Nedovog bivšeg štićenika Teona Grejdžoja i primorao ga da prisvoji identitet njegovog sluge, Smrada. Sansa i Remzi su se venčali, a te noći Remzi je silovao Sansu i naterao Teona da to gleda. U nekoliko narednih dana Remzi nastavlja da siluje Sansu svake noći, i drži je zaključanu u spavaćoj sobi. Sansa preklinje Teona da joj pomogne tako što će svojim saveznicima sa Severa dati znak upaljenom svećom sa vrha kule. Teon govori Remziju o Sansinom planu, želeći da spasi Sansu od Remzijevog gneva. Remzi je zatim odrao služavku koja je Sansi rekla o signalu svećom i primorava Sansu da gleda u njen odran leš. Besna, Sansa se suprotstavlja Teonu, koji priznaje da nije uspeo da zarobi Sansinu braću Brena i Rikona, a umesto njih je ubio dva dečaka koja je našao na farmi. Dok se Boltonovi spremaju za rat sa Stanisom, Sansa šalje signal Brijeni, ne znajuću da je ona otišla da ubije Stanisa. Kada pomoć ne dolazi, Sansa pokušava da se vrati u svoju sobu ali ju je uhvatila Miranda, Remzijeva ljubavnica, koja preti da će je osakatiti. Teon baca Mirandu sa mosta i ubija je, tik pre nego što su se Boltonovi ljudi vratili. Plašeći se Remzijeve reakcije, Sansa i Teon skaču sa zidina Zimovrela pravo u sneg.

#### Sezona 6
Sansa i Teon su zarobljeni od strane Boltonovih vojnika u šumi, ali Brijena i njen štitonoša Podrik Pejn dolaze na vreme da ih spasu i ubiju Boltonove vojnike. Ovog puta Sansa prihvata Brijeninu pomoć. Dok se Teon vraća na Gvozdena ostrva, Sansa, Brijena i Podrik su se uputili ka Crnom zamku, gde se Sansa ponovo sreće sa svojim polubratom Džonom Snežnim, koji je upravo postao zapovednik Noćne straže. Sansa pokušava da ubedi Džona da joj pomogne da otera Boltone iz Zimovrela, iako Džon prvobitno odbija, on se predomišlja nakon što je Remzi poslao pismo Džonu u kome kaže kako drži zarobljene Brena i Rikona i preteći da će ih ubiti, kao i divljane koje je Džon pustio da prođu kroz Zid, ukoliko se Sansa ne vrati. Pre nego što će Džon i Sansa napustiti Crni zamak, Beliš ugovara sastanak sa Sansom. On je ubeđuje da nije imao pojma kakav je Remzi i nudi joj podršku vitezova Dola, takođe pomenuvši da je njen pra-ujak Brinden Tuli zauzeo Brzorečje. Sansa je oterala Beliša, rekavši mu da ne želi više nikada da ga vidi, ali šalje Brijenu u Brzorečje kako bi ubedila njenog pra-ujaka da pomogne Starkovima.
Iako su Džon i Sansa jedini koji mogu da pridobiju mnoge gospodare Severa, Džon insistira da oni krenu ka Zimovrelu, uprkos Sansinim prigovorima. Sansa šalje pismo Belišu, tražeći njegovu pomoć. Vitezovi Dola stižu na vreme da poraze Boltonove, ali ne i da spasu Rikona. Remzi je zarobljen, a Sansa zatim njime hrani njegove pse. Posle bitke, Sansa se izvinjava Džonu što mu nije rekla za Beliša i vitezove Dola. Džon joj oprašta i traži od nje da od sada imaju potpuno poverenje jedno u drugo. Kasnije, Beliš govori Sansi da će Sever stati uz nju i priznaje svoje ambicije da postane vladar Vesterosa zajedno sa Sansom na njegovoj strani, ali Sansa pruža otpor. Severnjaci proglašavaju Džona novim kraljem na Severu.

#### Sezona 7
Džon putuje do Zmajkamena kako bi pregovarao sa Deneris Targarjen za njenu podršku u borbi protiv Belih hodača, ostavljajući Sansu da vlada u njegovom odsustvu. Ubrzo nakon toga, Bren i Arja se vraćaju u Zimovrel. Petir Beliš pokušava da zavadi Arju i Sansu tako što pomaže Arji da nađe Sansino pismo upućeno Robu u kome traži od njega da se pokloni  Džofriju. Arja se suprotstavlja Sansi. Sansa dolazi u Arjine odaje i tu zatiče mnoga lica koja je Arja uzela od ljudi koje je ubila na svojim putovanjima. 
Sansa kasnije dobija pozivnicu iz Kraljeve Luke, u kojoj se zahteva da se Džon pokloni Sersei, sada kraljici Sedam kraljevstava, sa dokazom o postojanju Belih hodača. Kako odbija da se vrati u Kraljevu Luku, Sansa šalje Brijenu kao svoju predstavnicu. Sansa pokazuje Belišu pismo koje je dobila od Džona, u kome on izjavljuje da je obećao svoju podršku Deneris. Beliš nastavlja svoju manipulaciju nad Sansom tvrdeći da je Džon izdao Sever i da Sansa treba da preotme moć od Džona, i navodi da Arja ima nameru da je ubije kako bi postala gospodarica Zimovrela. Sansa poziva Arju u veliku dvoranu gde počinje sa svojim optužbama za izdaju i ubistvo, a zatim svoje optužbe preusmerava na Beliša. Sansa i Arja otkrivaju da znaju za njegove prevare, uključujući i ubistvo Lize Erin, organizaciju ubistva Džona Erina, kao i Edarda Starka. Beliš moli za svoj život, ali ga Sansa ipak osuđuje na smrt i Arja ga ubija. Sestre kasnije rešavaju svoje nesuglasice zaključujući da se Starkovi uvek moraju držati zajedno kako bi preživeli zimu. Prisećaju se rečenice koje im je otac govorio: „Vuk samotnjak umire, ali čopor uvek preživi”.

#### Sezona 8
Sansa dočekuje Deneris Targarjen i njene ljude, uključujući Tiriona, koji su došli u Zimovrel. Tirion izjavljuje da će i lanisterske trupe takođe marširati ka Severu kako bi se borili protiv mrtvih, ali Sansa je skeptična. Njeni strahovi su opravdani kada Džejmi Lanister stiže u Zimovrel i otkriva Serseinu izdaju. Sansa želi da ubije Džejmija zbog napada na Neda u Kraljevoj Luci, ali ga ipak pošteđuje kada Brijena jemči za njega. Sansa sumnja da je Džonova odluka da se prihvati Deneris kao kraljicu proistekla iz njegove ljubavi prema njoj. Sansa je oprezna sa Deneris, ali kada je pričala sa njom nasamo, Deneris uverava Sansu da je njena ljubav prema Džonu iskrena. Međutim, situacija postaje napeta kada je Sansa postavila pitanje o nezavisnosti Severa nakon Denerisinog osvajanja Vesterosa. One su prekinute Teonovim dolaskom, koji je stigao kako bi pomogao u odbrani Zimovrela.
Sansa sa zidina Zimovrela posmatra bitku protiv Belih hodača, ali kada su Dotraci lako poraženi, Arja naređuje Sansi da pronađe zaklon u kriptama sa ostalim ljudima. Noćni Kralj ponovo oživljava mrtve oko Zimovrela, uključujući i Starkove koji su sahranjeni u kriptama, ali oni padaju kada Arja ubija Noćnog Kralja, spašavajući sve. Sansa je prisutna na sahrani svih stradalih, među kojima je bio i Teon, koji je poginuo štiteći Brena. Ona postavlja značku sa grbom Starkovih na Teonov oklop pre nego što će ga kremirati, odlikovajući ga kao saveznika Starkovih. Sansa se ponovo susreće sa Psetom na gozbi povodom njihove pobede. Pseto izjavljuje da Sansa ne bi morala da proživljava sve te horore sa kojima se suočavala da je sa njim otišla iz Kraljeve Luke, ali Sansa govori kako ju je sve to učinilo mudrijom. Na ratnom veću, Sansa i Deneris imaju nesuglasice jer Deneris želi da Severna armija krene da maršira ka Kraljevoj Luci, dok Sansa smatra da im treba vremena da se oporave. Nakon zasedanja veća, Sansa i Arja govore Džonu kako ne veruju Deneris, ali on je brani. Džon im se poverava otkrivajuću da je on sin Regara Targarjena i Lijene Stark, nakon što je naterao Sansu i Arju da se zareknu da nikome neće reći. Ali Sansa ipak ovo otkriva Tirionu.
Deneris osvaja Kraljevu Luku, a u toku napada i Sersei je ubijena. Džon pokušava, ali neuspešno, da odvrati Deneris od daljeg razaranja, i na kraju je ubija. Kada su Neokaljeni uhapsili Džona, Sansa odlazi u Kraljevu Luku gde saziva veće koje će odlučiti o sudbinama Džona, Tiriona i Vesterosa. Tirion predlaže da Bren bude krunisan za kralja, što je dobilo skoro jednoglasno odobrenje. Arja i Sansa ostaju suzdržane, a Sansa ističe Brenu da je Sever previše žrtvovao da bi na kraju ostao deo Sedam kraljevstava. Sever je proglašen nezavisnim, Sansa i Arja se opraštaju od Džona, koji je poslat nazan u Noćnu stražu. Sansa se vraća u Zimovrel gde je krunisana za kraljicu na Severu.

### Prijem
Kako njena priča napreduje, Sansa je primila pozitivne kritike za razvijanje njenog lika i tranformaciju od naivne mlade devojčice do jake žene. Magazin "Rolling Stoun" je pozicionirao Sansu na četvrto mesto na listi najboljih 40 likova iz serije Igra prestola, navodeći da je „Sansa često bila u senci svoje sestre ubice Arje, ali da su joj njena tiha, urođena lukavost i emocionalna snaga omogućili da preživi”, i nazivajući je „najbolje čuvanom tajnom serije”.
Na veb sajtu "The Wrap", na listi 48 najboljih likova serije Igra prestola u prvih pet sezona, Sansa je takođe rangirana četvrta, odmah ispod Deneris Targarjen, Džona Snežnog i Tiriona Lanistera, navodeći da je „Sansa bila odlična u šestoj sezoni, pretvarajući se u žestokog lika u seriji, čemu smo se uvek nadali ali nismo očekivali da će ona zapravo to i postati”.
U članku objavljenom na "Mic.com", Džulijan Ros govori kako je Sansa često bila „jedna od najomrženijih likova u Igri prestola, i takođe, ali ne slučajno, jedna od  najženstvenih likova u seriji”. Ros je kritikovala snažnu mržnju prema Sansi, posebno u poređenju sa njenom obožavanom mlađom sestrom, Arjom, navodeći da „Sansa sigurno dobija nesrazmernu količinu mržnje od strane fanova zato što se ne uklapa u okvir snažnog ženskog karaktera za koga smo navikli da navijamo”.
Bloger Rianon Tomas iz magazina "Feminist Fiction" Архивирано на веб-сајту  (14. мај 2020) je u 2012. godini napisao da „fokus na ženskom liku ovog tipa, često citiranom kao 'snažan ženski lik' - izgleda sugeriše da je feminizam i dalje loš, i da žene mogu biti snažne samo ako prisvoje stereotipne muške uloge i stavove”. Tomas je nastavio govoreći da je „Sansa u preživela u mnogim situacijama kada je bila zlostavljana, a koje bi mnoge ljude slomili” i da ona ima „snagu žene koja je drži u životu i u igri gde likovi kao Arja ne bi opstali ni pet minuta”.
U članku koji je objavila Kristal Bel na veb sajtu "MTV.com" sa naslovom „Sansa Stark je jedini heroj Igre prestola za koga vredi navijati”, Bel je napisala: „Sansa je najhumaniji lik u serijalu knjiga Džordža R. R. Martina. Ona je često osuđivana zbog nedostatka samostalnosti, ali način na koji ja to vidim je da je Sansa omrznuta zato što je žena. Za razliku od Brijene, Arje, Sersei i Margeri koje predstavljaju uzore snažnih ženskih likova, Sansina pasivnost označava slabost. Ona ne zna zanimljive mačevalačke veštine kao njena sestra Arja, ona nije pametna zavodnica kao Margeri Tirel ili svirepa kraljica kao Sersei. Ona je simbol ženstvenosti u Igri prestola, i zbog toga je njen lik tako tretiran. Međutim, Sansina najveća snaga bila je njena nepokolebljiva otpornost. Bila je mučena i ponižavana od strane očajnih muškaraca oko nje. Ona je od prvog dana bila predmet seksizma i mizogonije. Ipak, ona preživljava, čak i dok oklopljeni junaci padaju pred njom. Ona je borac ove serije. Ona neprekidno podnosi bol i poniženje zato što je žena u Vesterosu. To što Sansa ne zamahuje mačem tako žestoko kao Arja, ili ne komanduje zmajevima kao Deneris Targarjen, ne čini je manjom junakinjom od njih.”
Sansa je primila posebno pozitivne kritike u šestoj sezoni serije, tokom koje je započela svoju misiju da povrati svoj porodični dom i osveti se onima koji su joj naneli zlo. U intervju za "New York Times", Sofi Tarner je rekla da „Sansa više nije pijun ni u čijoj igri, ona više nije zatvorenik… ona je sada glavna i radi sve kako ona želi, što je jako uzbudljivo”.
Megan Garber iz magazina "The Atlantic" hvali odluku reditelja da Sansa bude zadužena za Remzijevu smrt, rekavši da „Na kraju, Sansa je bila ponovo sama u mračnoj pećini sa svojim zlostavljačem, premda na kraju Sansa je bila ta koja je donosila odluku o tome ko će biti žrtva”. Za pomenutu scenu Tarnerova je rekla: „Bilo je neverovatno. Bilo je to Sansino prvo ubistvo i to je bio tako snažan trenutak za nju zato što je ceo život bila pod uticajem tih muškaraca koji su joj radili tako užasne stvari…”
Tokom šeste sezone, Benet Medison je za "Venity Fair" napisao: „Kada Sansa podseti svog budalastog  brata da ga niko ne može zaštiti, to je zato što je ona oduvek bila prepuštena samoj sebi. Još davno u Kraljevoj Luci, Sansa je u isto vreme tiho štitila sebe, šila, odmeravala šta se dešava oko nje, učila kako manipulira igrom, i probijala se kroz situacije koje bi izvukle ono najbolje iz impresivnijih ili impulsvnijih likova u seriji. U 'Bitki Kopiladi' ona je prkosna, nepogrešivo tačna u svojim uverenjima, izvlačeći najbolje iz svake situacije svojim predočavanjem i zdravim razumom, i hraneći pse Remzijem.”Tarnerova je kasnije rekla za magazin "Time" o tome koliko je zadovoljstvo bilo gledati Sansin razvoj tokom šeste sezone i branila je šou od kritika na račun okrutnog postupanja prema ženama: „Po mom mišljenju, Igra prestola nije seksistička, već se radnja serije dešava u srednjovekovnom vremenu. Šou postavlja društvene granice ženama, a one se probijaju izvan tih granica.”

#### Kontroverze
U epozodi „Nepokoreni, nesagnuti, neslomljeni”, Sansino silovanje je bilo glavni predmet polemike zbog odstupanja pete sezone serije od knjige. Većina profesionalnih kritičara osudula je odluku da se Remzi siluje Sansu prve bračne noći, opisujući scenu kao besciljnu  i umetnički nepotrebnu. Džoana Robinson je za "Venity Fair" napisala: „Nikada ne bih zagovarala da se Igra prestola (ili bilo koje umetničko delo) suzdržava od neočekivanih zapleta iz straha zbog negativnih kritika ili medijskih pompi. Ali ti zapleti treba uvek da postignu nešto više od uzbuđenja ili šoka, a šta je tačno ovde postignuto?” Kristofer Or je za "The Atlantic" napisao: „I dalje se čudim što Beniof i Vais očigledno i dalje veruju da je njihova tendencija da pojačaju seks, nasilje, i pogotovo seksualno nasilje izvornog materijala Džordža R. R. Martina, predstavlja snagu, a ne definitivnu slabost njihove adaptacije”. Pisci iz magazina "Vanity Fair", "The Mary Sue" i "The Daily Beast", nisu odobravali odluku da se Sansina viktimizacija koristi kao motivacija za Teona, rekavši da je scena narušila Sansin razvoj lika: „Da li je zaista bilo važno da ta scena govori o Teonovom bolu?”, napisala je Džoana Robinson za "Vanity Fair".
Drugi kritičari su odgovorili pozitivno na ovu scenu. Šon T. Kolins je za "Rolling Stone" napisao: „Uključivanjem višedimenzionalnog glavnog lika, umesto onog koji je prevashodno pretrpeo patnju, serija ima šansu da ovoj priči da gravitaciju i ozbiljnost kakvu zaslužuje.” Sara Hjuz je za "The Guradian" napisala: „Ja sam se u više navrata izjasnila da nisam fan silovanja kao zapleta – ali priča o Sansinom i Remzijevom venčanju je bila više od toga. Pisci su se jako dobro nosili večeras, pričajući gotsku priču o žrtvovanju nevinosti.” Alisa Rozenberg je za "The Washington Post" napisala da je scena „uspela da održi finu ravnotežu, koristeći dostojanstvo i brigu za iskustva žrtava koje Igra prestola]] nije uvek demonstrirala.”
Neke kritičari su se pitali zašto ova scena posebno treba da izazove ogorčenje, ako ostale scene nisu. Sara Stjuart je za "New York Post" istakla da su silovanje i seksualno zlostavljanje kako ženskih, tako i muških karaktera tipični za Igru prestola: „Zašto smo odjednom toliko ogorčeni zbog silovanja Sanse Stark, kada je ova serija prikazala toliko seksualnog zlostavljanja i nasilja nad ženama jos od početka prve sezone?”. Keti Jang iz magazina "Reason", primetila je, kako ona naziva, nedostatak nezadovoljstva kao odgovor na seksualno zlostavljanje muških likova u ranijim sezonama, posebno doslovnu kastraciju Teona Grejdžoja i seksualni napad na Džendrija.
Džoana Robinson je za "Vanity Fair" napisala: „A ako možemo da kažemo barem jednu pozitivnu stvar o toj sceni, to je da je Alen razbio njegov nastup. Teonov horor se ogledao u našem i kamera – fokusirajući se na njegovu reakciju – dopustila je našim mislima da same popune praznine”.Sofi Tarner branila je scenu kao umetnički izazov za nju kao glumicu, rekavši: „Kada sam pročitala tu scenu, nekako mi se dopala. Sviđa mi se način na koji je Remzi naterao Teona da gleda. Sve je to bilo tako bolesno. Takođe je tako zastrašujuće za mene da to radim. Mislim da će to biti do sada najizazovnija sezona za mene, samo zato što je toliko emotivna za Sansu”. Ivan Reon (Remzi Bolton) je opisao nastup Sofi Tarner u šestoj sezoni kao „apsolutno neverovatan”.
Neki gledaoci, uključujući i senatorku SAD, Kler Mekaskil, najavili su da će prestati da gledaju seriju zbog ove scene. "Business Insider" smatra da je ova scena i povećana ubotreba servisa za striming su verovatno razlozi zbog čega je gledanost opala sa 6,2 miliona gledaoca za ovu epizodu, na 5,4 miliona za narednu epizodu.

### Priznanja i nagrade
Sofi Tarner je primila nekoliko nominacija za nagrade za njenu ulogu Sanse, uključujući i nominaciju za nagradu Emi za najbolju sporednu ulogu u dramskoj seriji 2019. godine. Za nastup u seriji osvojila je nagradu magazina "Glamour" za najbolju UK TV glumicu u 2016. i 2017. godini, i nagradu EWwy za najbolju sporednu ulogu u dramskoj seriji u 2015 i 2016. godine. Takođe je i osvojila Nagradu za mlade glumce, za najbolji nastup sporedne glumice u TV seriji u 2012. godine.

## Spoljašnje veze
- https://igra-prestola.fandom.com/sr/wiki/Sansa_Stark Архивирано на веб-сајту  (5. јун 2020) - Blog
- https://igra-prestola.fandom.com/sr/wiki/Igra_prestola_Wiki Архивирано на веб-сајту  (5. јун 2020) - Blog
- https://awoiaf.westeros.org/index.php/Sansa_Stark - Blog
- https://screenrant.com/game-thrones-sansa-stark-shameless-actions/ - Blog

## Literatura
- Martin, Džordž R. R. (Septembar 1996). Igra prestola. Pesma leda i vatre. Bantam Spectra. Martin, George R. R. (август 1996). A Game of Thrones: A Song of Ice and Fire: Book One. National Geographic Books. ISBN 978-0-553-10354-0.
- Martin, Džordž  R. R. (Mart 1999). Sudar kraljeva. Pesma leda i vatre. Bantam Spectra.  978-0-553-10803-3
- Martin, Džordž  R. R. (Novembar 2000). Oluja mačeva. Pesma leda i vatre. Bantam Spectra.  978-0-553-10663-3
- Martin, Džordž  R. R. (Novembar 2005). Gozba za vrane. Pesma leda i vatre. Bantam Spectra.  978-0-553-80150-7